# Коннор Вікем
Коннор Вікем (англ. Connor Wickham, нар. 31 березня 1993, Герефорд) — англійський футболіст, нападник клубу «Мілтон-Кінз Донз».
Вихованець «Редінга», в молодіжній команді якого грав до переїзду в «Іпсвіч Таун» 2006 року, де він продовжив виступи в молодіжці. Дебютував у професійному футболі в квітні 2009 року у віці 16 років. Після цього виступав за збірні Англії різних вікових категорій, в тому числі, забивши переможний гол у фіналі чемпіонату Європи серед юнаків до 17 років у 2010 році. А у жовтні 2011 року у віці 18 років дебютував у англійській Прем'єр-лізі, виступаючи за «Сандерленд».

## Клубна кар'єра
Народився 31 березня 1993 року в місті Герефорд. Вихованець юнацьких команд футбольних клубів «Редінг» та «Іпсвіч Таун».

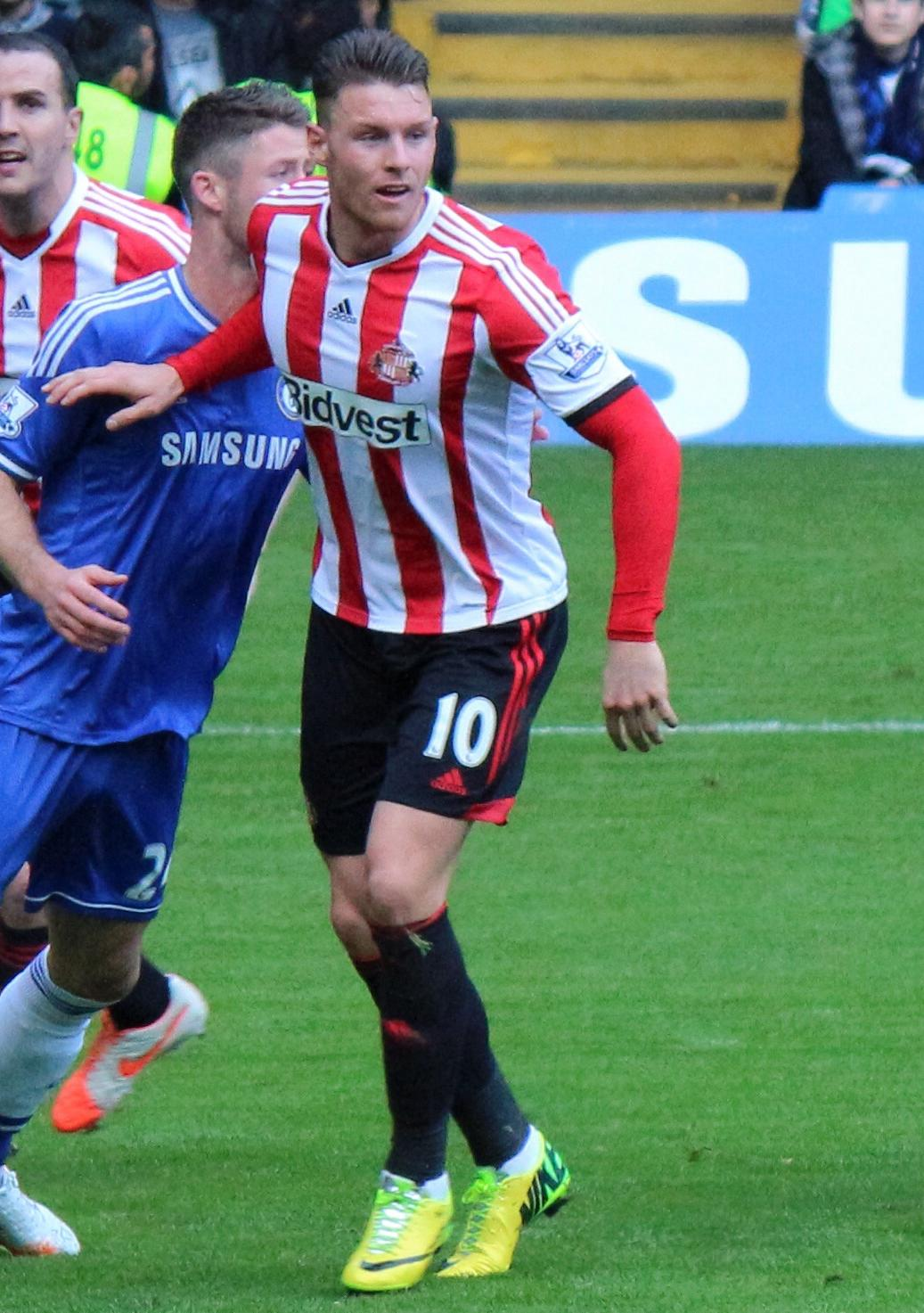
Коннор Вікем під час виступів за «Сандерленд». 19 квітня 2014 року.

У дорослому футболі дебютував в квітні 2009 року виступами за команду клубу «Іпсвіч Таун», в якій провів два з половиною сезони, взявши участь у 65 матчах чемпіонату. Більшість часу, проведеного у складі «Іпсвіч Тауна», був основним гравцем атакувальної ланки команди. У сезоні 2009/2010 зіграв за клуб у цілому 26 матчів та забив у них 6 м'ячів. На той момент йому було всього 16 років. Наступний сезон у Вікема вийшов ще більш вдалим: він зіграв 41 матч і забив 9 м'ячів. 
29 червня 2011 року Коннор перейшов в клуб Прем'єр-ліги «Сандерленд». Вартість трансферу склала £ 8 млн. В новій команді був під основним складом, виходячи здебільшого на заміни.
Протягом лютого-березня 2013 року захищав кольори команди Чемпіоншіпу «Шеффілд Венсдей», після чого повернувся в «Сандерленд». З листопада 2013 по січень 2014 року знову на правах оренди грав за «Шеффілд Венсдей», після чого у лютому-березні також на правах оренди виступав за «Лідс Юнайтед» у Чемпіоншіпі. Лише у сезоні 2014/15 Вікем став основним гравцем «Сандерленда», зігравши у 36 матчах Прем'єр-ліги. Всього встиг відіграти за клуб з Сандерленда 91 матч в усіх турнірах, в яких забив 15 голів.
3 серпня 2015 року Вікем перейшов до «Крістал Пелес» і підписав з клубом 5-річний контракт.

## Виступи за збірні
2008 року дебютував у складі юнацької збірної Англії, взяв участь у 19 іграх на юнацькому рівні, відзначившись 11 забитими голами. У складі збірної серед юнаків до 17 років забив переможний гол у фіналі чемпіонату Європи 2010 року в Ліхтенштейні, встановивши остаточний рахунок 2:1.
З 2010 року залучався до складу молодіжної збірної Англії, разом з якою був учасником молодіжних Євро 2011 та 2013 років, проте в обох випадках збірна не змогла вийти з групи. 
На молодіжному рівні зіграв у 17 офіційних матчах, забив 6 голів.

## Титули і досягнення
- Чемпіон Європи (U-17): 2010
- Найкращий гравець Чемпіонату Європи (U-17): 2010